# John Singer Sargent
 Der er for få eller ingen kildehenvisninger i denne artikel, hvilket er et problem. Du kan hjælpe ved at angive troværdige kilder til de påstande, som fremføres i artiklen.

John Singer Sargent (født 12. januar 1856 i Firenze, død 14. april 1925 i London) var en amerikansk-engelsk kunstmaler.
Han studerede i Italien, Tyskland og senere i Paris under Emile Auguste Carolus-Duran.
Han betragtes som en amerikansk kunstner, men levede hovedparten af sit liv i Europa.
Han er en af verdens mest beundrede portrætmalere og udførte en lang række portrætter af den amerikanske og europæiske overklasse. Han skiftede stil omkring 1910 og helligede sig landskabs- og akvarelmaleriet.
Han har malet de amerikanske præsidenter Theodore Roosevelt og Woodrow Wilson.
I 2004 blev hans portræt Robert Louis Stevenson and his Wife solgt for 8,8 millioner dollars til en amerikansk kasinoejer.

## Galleri
- Elizabeth Garrett Anderson, ca. 1900
- Gasset, 1919, Imperial War Museum
- Hercules, 1921